# Rybno (województwo dolnośląskie)
Rybno (niem. Fischerberg) – osada w Polsce położona w województwie dolnośląskim, w powiecie kłodzkim, w gminie Nowa Ruda.
W latach 1975–1998 miejscowość administracyjnie należała do województwa wałbrzyskiego.

## Położenie
Rybno położone jest w Sudetach Środkowych na granicy Wzgórz Włodzickich i Gór Suchych na południe od Krajanowa.